# Domitien Debouzie
Domitien Debouzie, né le 22 décembre 1948 à Delettes et mort le 9 avril 2006 à Saint-Symphorien-sur-Coise d'une crise cardiaque, est un professeur des universités spécialisé dans la biologie des populations.

## Biographie
Domitien Debouzie décroche un diplôme d'ingénieur biochimiste de l'INSA de Lyon (1969) avant d'obtenir un diplôme de docteur-ingénieur en biologie appliquée (1973) et un doctorat d'État (1980). Il devient professeur des universités en 1984.
Il a ensuite occupé plusieurs fonctions au sein de l'université Claude Bernard Lyon 1 : directeur de l'UFR de biologie, vice-président de l’université chargé de la
logistique, vice-président de l’université chargé des ﬁnances puis vice-président de l’université chargé du CEVU, avant d'occuper le poste de président de l'établissement entre 2001 et 2006.
Il a également été président du Pôle universitaire de Lyon,, président de la Commission de la pédagogie et de la formation continue de la CPU et président du Comité de suivi de la licence et du Comité de suivi des licences professionnelles.
Initiateur du système LMD au sein de l'UCBL, Domitien Debouzie est également à l'origine d'un projet de création d'un pôle scientifique et technologique en environnement et développement durable.

## Distinctions

### Décorations
- Officier de l'ordre des Palmes académiques Il est fait chevalier en 1995, puis officier en 2001[3].
- Chevalier de l'ordre national du Mérite Il est fait chevalier le 14 novembre 2005[11].

### Honneurs
- Domitien Debouzie est nommé docteur honoris causa de l'Université de Montréal[12] le 28 mai 2004.
- La Maison de l'université située à La Doua porte son nom[13].

### Ouvrage
- Domitien Debouzie et Jean-Marie Legay, Introduction à une biologie des populations, Éditions Masson, 1985, 149 p. (ISBN 9782225806193)
- (de) Domitien Debouzie et Jean-Marie Legay (trad. W. Dreier), Einführung in die Populationsbiologie, Akademie Verlag GmbH, 1990, 185 p. (ISBN 3-05-500726-3, DNB 910539375)

### Rapport public
- Domitien Debouzie, Commission pédagogique nationale de la première année des études de santé, Paris, Ministère de la santé de la famille et des personnes handicapées, septembre 2003, 58 p. (lire en ligne)